# El mundo sigue
El mundo sigue (1963) es una película dramática dirigida por el actor, escritor y director español Fernando Fernán Gómez, y es la última de la trilogía formada por La vida por delante (1958) y La vida alrededor (1959), dirigidas también por él. Está basada en la novela homónima de Juan Antonio de Zunzunegui.
Aunque fue filmada en 1963, esta cinta no se estrenaría hasta el 10 de julio de 1965 en Bilbao y, además, se la considera como la «película maldita» de Fernando Fernán Gómez debido a que tuvo problemas con la censura franquista durante su filmación, exhibición y distribución, aunada también a que no fue emitida en televisión hasta fechas muy recientes, por lo que era prácticamente desconocida por el gran público hasta su reposición en el verano de 2015.

## Argumento
El mundo sigue es un drama que refleja la pobreza y la miseria moral en la que vivían algunos de los españoles de la época franquista que, unidas a la imposibilidad de medrar de forma honrada de la mayoría de sus personajes, logra retratar un cuadro patético pero realista de la sociedad amoral que renegaba de los principios nacional católicos. El adulterio, el aborto, la ambición, la violencia, el hambre y el maltrato a la mujer son solo algunos de los temas de los que trata la película, y que reflejan, en todo momento, la injusticia reinante en un mundo sin piedad, que ya estaba vigente desde la época de Fray Luis de Granada, como se puede comprobar al inicio de la película, al leer la cita de este escritor y dominico español, extraída de su libro titulado Guía de pecadores y que Fernando Fernán Gómez inserta al inicio de la misma con bastante acierto. Es la condición del hombre que reniega de los principios cristianos que promocionaba el régimen.
La película, ambientada en los años sesenta, se desarrolla en el barrio madrileño de Maravillas, con un cierto aire de documental, donde vive la familia protagonista, compuesta por Eloísa, abnegada esposa y madre eficiente, por su marido, un guardia municipal más autoritario en casa que en la calle y al que a veces se le va la mano. El hijo es un beato que salió del seminario poco antes de convertirse en sacerdote, y que se pasa la vida estudiando y rezando para expiar los pecados de su familia. Las hijas, dos polos opuestos que a la mínima se pegan y se lanzan amenazas de muerte. La película refleja sobre todo la rivalidad y el odio cainita entre hermanas, la obsesión ciega por el dinero y el lujo, el orgullo y el odio desmesurado, siendo la envidia el tema principal que actúa como motor de la trama, que acaba en tragedia, como difícilmente podía ser de otra manera.
Los exteriores de la vivienda de la familia de las hermanas se ambientaron en la plaza de Chueca.
Cabe señalar algunos recursos cinematográficos utilizados por Fernán Gómez en esta película, bastante adelantados para la época, como los flashbacks o el multiperspectivismo, así como los recursos de montaje, sobre todo en una escena en la que la hija mayor regresa corriendo a casa y sube atropelladamente las escaleras al encuentro con su madre, recordando los momentos más importantes de su infancia durante el trayecto, que Fernán Gómez lleva a la gran pantalla superponiendo diferentes planos que muestran escenas del pasado de este personaje.

## Proceso de realización y rodaje
En los primeros años 60, Fernando Fernán Gómez aceptó todo tipo de trabajos, incluso muy por debajo de su nivel, con el fin de poder realizar la que sería  su octava  película como director, la adaptación de la novela de Juan Antonio de Zunzunegui El  mundo sigue (1954). Previamente había querido hacerlo con otra obra del mismo autor, La vida como es, pero tuvo que renunciar debido a su complejidad. Estando Gabriel Arias Salgado de Ministro de Información, fue rechazada por la censura. En un nuevo intento, no modificó el guion sino que solo añadió «del autor de la Real Academia Juan Antonio Zunzunegui», pero no coló. El nombramiento en 1962 de Manuel Fraga como nuevo ministro y de José María García Escudero como director general de Cine y Teatro prometía nuevos tiempos para la cultura en general  y el cine en particular. Y consiguió la aprobación, si bien rebajando el tono malsonante de algunos diálogos. «Fernán-Gómez estaba convencido de que El mundo sigue iba a conectar con lo que pedía el poder. Fue muy ingenuo.» La productora Ada Films de Tibor Reves (1917-2005), un personaje polifacético, coprodujo el film. Su yerno Juan Estelrich (1927-1993) fue el director de producción. Años después dirigiría a Fernán Gómez en El anacoreta (1977). Se rodó en buena parte en exteriores, en el barrio de Maravillas de Madrid (hoy correspondería a Universidad, Malasaña y Chueca). Sin ayudas oficiales, imprescindibles en aquella época, se cumplió la premonición del director a Pilar Bardem, que debutaba en el cine, cuando mentó a Zunzunegui: «Nunca estrenaremos. Ese que has nombrado es gafe». Se  salvó del total anonimato debido a que tener películas españolas era necesario para importar las extranjeras, normalmente americanas, y una distribuidora de Bilbao, Nueva Films, se hizo cargo de ella. Se exhibió por primera vez en el cine Buenos Aires de Bilbao, en programa doble, el 10 de julio de 1965. La actriz Gemma Cuervo, que interpretaba a una de las hermanas, siempre lamentó la oportunidad cinematográfica perdida.

## La recuperación
El cineasta Juan Estelrich, jr. (1963), hijo del director de producción y ahijado de Fernán Gómez, se quedó con ella y decidió restaurarla, ya que su estado de conservación era realmente malo. El distribuidor Adolfo Blanco (A Contracorriente) supo de ella y decidió que tuviera el paso por salas digno que nunca tuvo. El 10 de julio de 2015 se repuso en trece salas de toda España, justo cincuenta años más tarde de aquel estreno clandestino. Su éxito de público hizo que se prolongara su presencia en salas. Veinte días más tarde del estreno la recaudación superaba los 60.000 euros

## Opiniones
Jonás Trueba escribió en 2010, años antes del redescubrimiento:  «Ahora mismo no recuerdo otra película que me haya mostrado mejor la vida en un país, de una ciudad, de un barrio de la España de los sesenta».
Diego Galán opina que «es un drama recio y duro con ausencia total de humor, en el que se cuenta cómo en esta sociedad “solo se puede medrar a través de la bajeza; quien se comporta bien tiene prevista su compensación en el más allá”, en palabras del autor».
Finalmente, Rubén Lardín afirmó que Fernán Gómez «se sentía vivir una crisis sentimental que no era más que soledad. Tenía que hacer una película como fuera y esta era la que tenía escrita».